# 全国畳産業振興会
全国畳産業振興会（ぜんこくたたみさんぎょうしんこうかい）は、「全国い製品卸商業団体連合会」、「全国い生産団体連合会」、「全国畳材商社会」、「全国畳材卸商組合連合会」、「全日本畳事業協同組合」の5団体からなる振興会。会員数は全国で約15,000名。
年2回「畳の日」を設定し、記念イベントや記念事業などを各地で行っている。
- 春 4月29日 - 畳の原材料イグサが田園をみどり一面に染めて育つ春の記念日として。
- 秋 9月24日 - 冬の衣替えを前に、畳を上げて大掃除を推奨する日として。

2007年より毎年「畳新市場開拓プロジェクト」と題して、畳の様々なPR活動を実施している。
2009年信頼できる畳職人を「畳ドクター（=畳の医者）」として認定する制度を開始。
2013年4月の「春の畳の日」付近に、畳の良さを思い出す風物詩「畳供養」を京都で開催。
2014年9月の「秋の畳の日」付近に、国産畳の良さを世界へ発信するイベント「畳ワールド」を東京で開催。

## 事業

### 目的
全国畳産業に関連する団体や企業の連絡機関として、畳の優れた特性や経済性の啓発、宣伝を実施し畳産業の恒久的な繁栄を図ること。

### 事業内容
- 畳産業振興のための戦略的なPR事業の企画及び推進
- 宣伝・広報資金創出の企画及び推進
- 上記の事業に付帯する事業